# Queso de El Carballo

Concejo de Taramundi en Asturias

El queso de El Carballo es un tipo de queso que se elabora en el Principado de Asturias, España en la zona de Taramundi.

## Elaboración
Este queso se elabora con leche cruda de vaca. Esta leche se calienta hasta los 31°, en este punto se le añade cuajo y fermento. Pasado un tiempo se corta finamente el cuajo. Una vez cortado se amasa y se introduce en los moldes donde es prensado para quitarle el suero. Tras ser desuerado se le sala por frotación y se le deja madurar un mínimo de dos meses.

## Características
Se trata de un queso cilíndrico presentado en dos tamaños, 600 gramos y un kilo. El interior o pasta es semiblando, de color crema y la corteza es del mismo color y textura que el interior. Se presenta normal o con el interior con avellanas o nueces siendo el único queso elaborado en España que contiene frutos secos.

## Zona de elaboración
Se elaboró en la localidad de la Vega de Llan, en el concejo de Taramundi hasta el año 2006 y en la actualidad en el parque de empresas de Taramundi.